# جائزة فرنسا الكبرى 1972
جائزة فرنسا الكبرى 1972 هو سباق فورمولا 1 أقيم بتاريخ 2 يوليو 1972 في كليرمون فيران، فرنسا. كان السادس من أصل 12 في بطولة العالم لسباقات الفورمولا واحد موسم 1972. حلّ البريطاني جاكي ستيورات أولا بينما جاء البرازيلي إيمرسون فيتيبالدي في المركز الثاني.